# Verkeersinfrastructuur

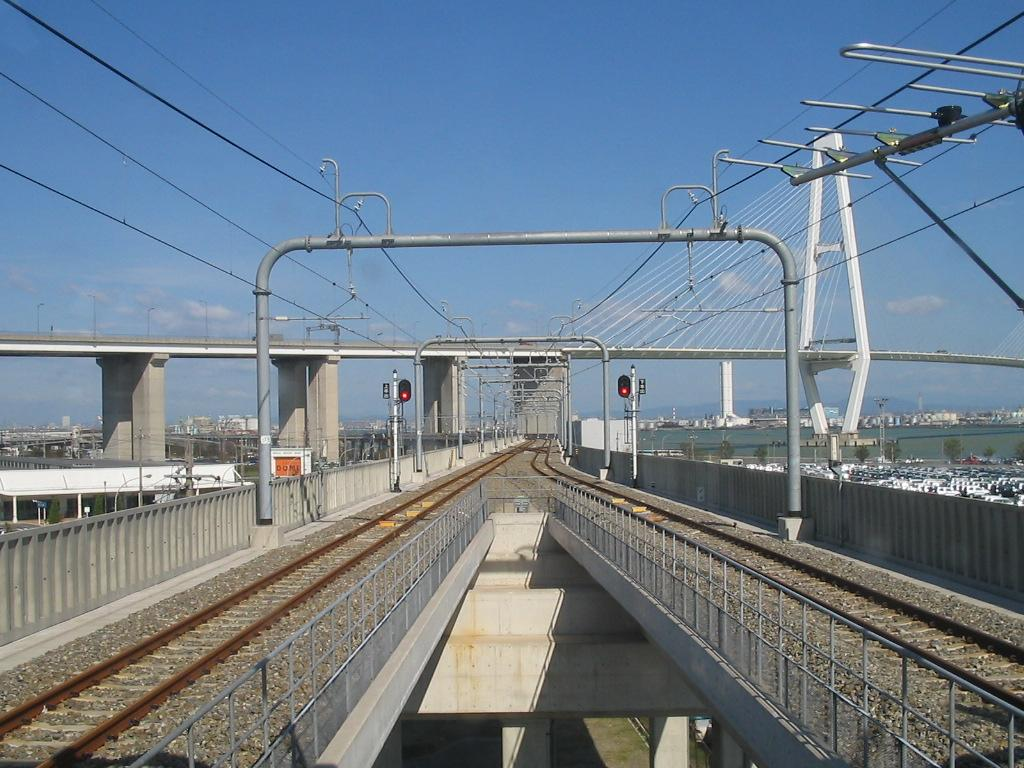
Infrastructuur

De verkeersinfrastructuur is de infrastructuur voor het vervoer van mensen en goederen.

## Droge infrastructuur
- vliegvelden
- havens
- wegen
- spoorinfrastructuur (onder meer voor metro en tram)
- fietsinfrastructuur
- buis- en pijpleidingen
- oplaadpunten, snellaadstations

Ook kunstwerken zoals scheepsliften, bruggen, tunnels en viaducten behoren tot de infrastructuur.

## Natte infrastructuur
In de waterbouw spreekt men wel van de natte infrastructuur als men het heeft over de aan- en afvoer en berging van water, zoals watergangen, rivieren, meren en kanalen